# 핫 로드
핫 로드(Hot rod)는 미국에서 1930년대에 출시된 맞춤형 자동차이다.

## 갤러리

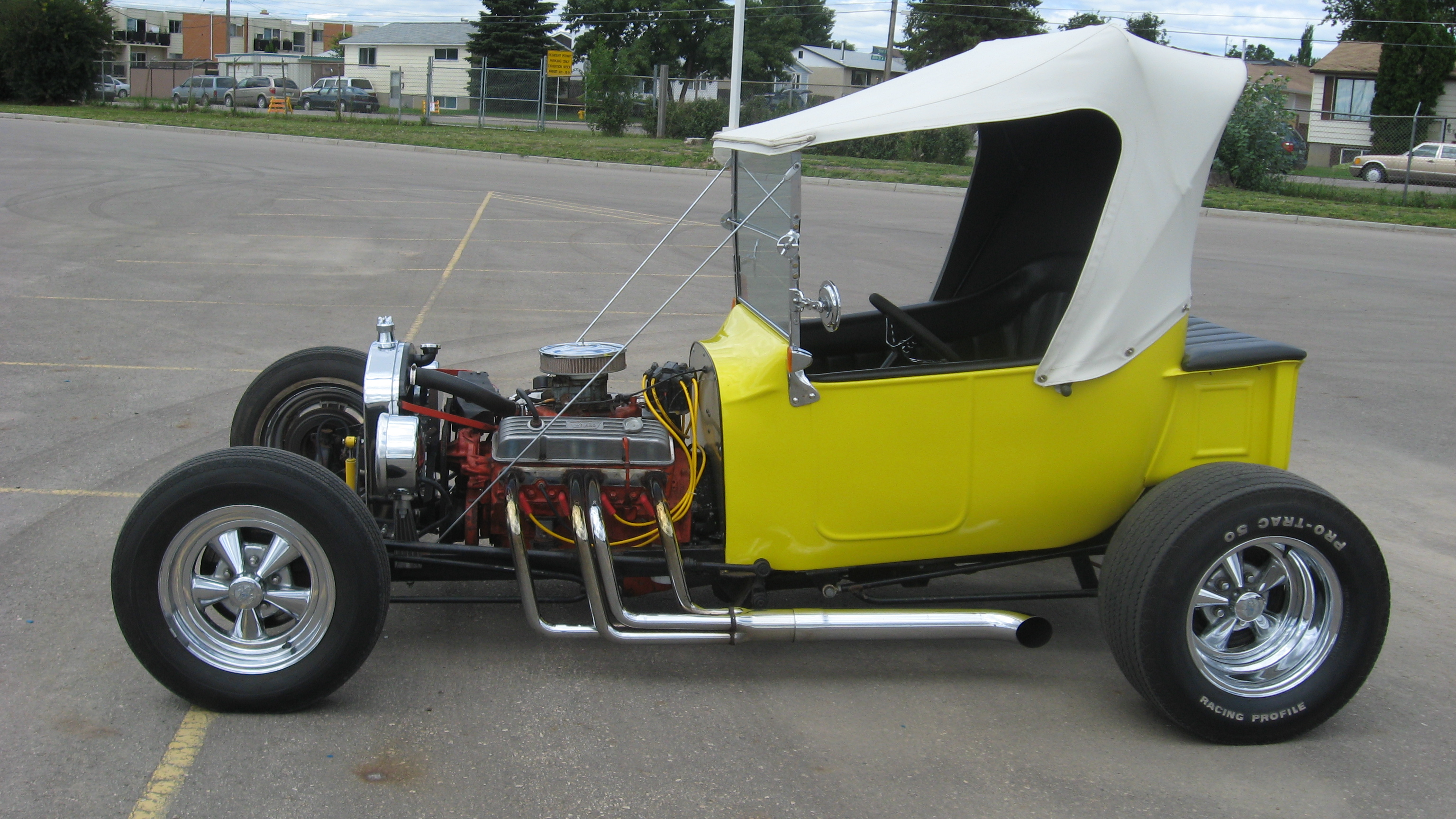
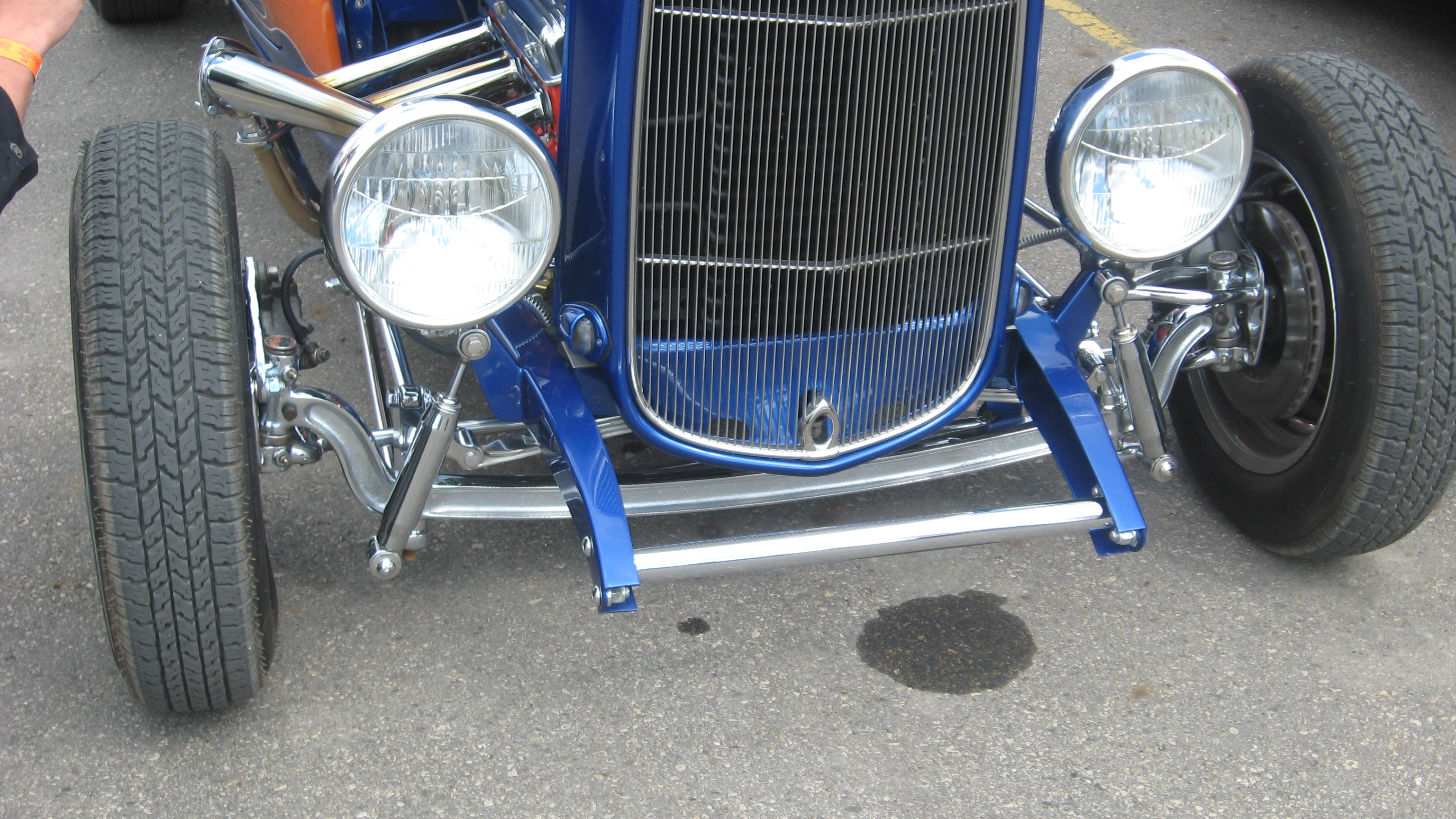
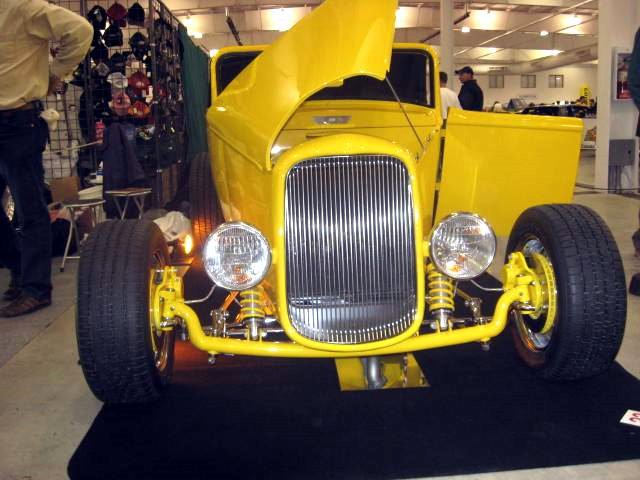
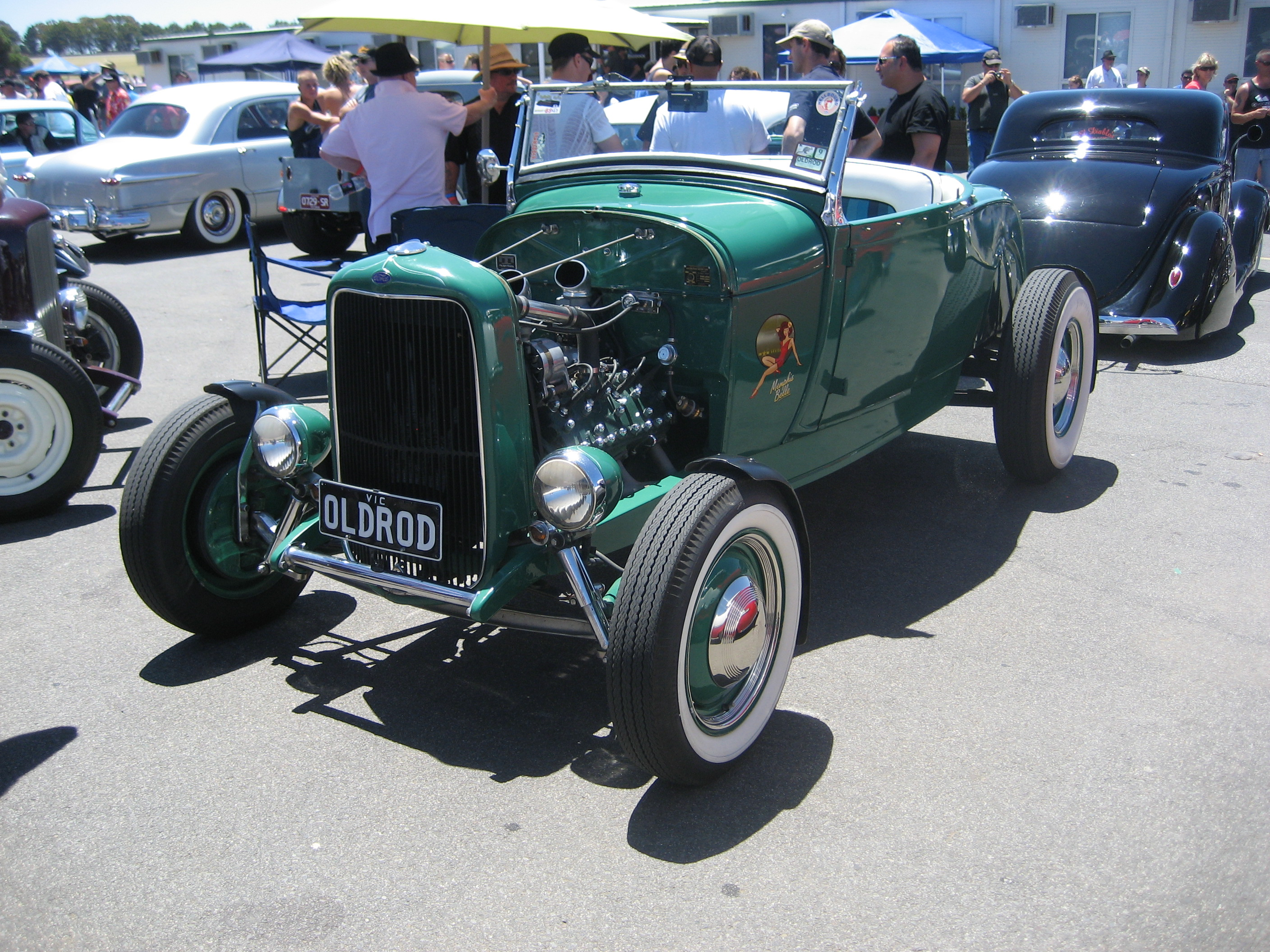
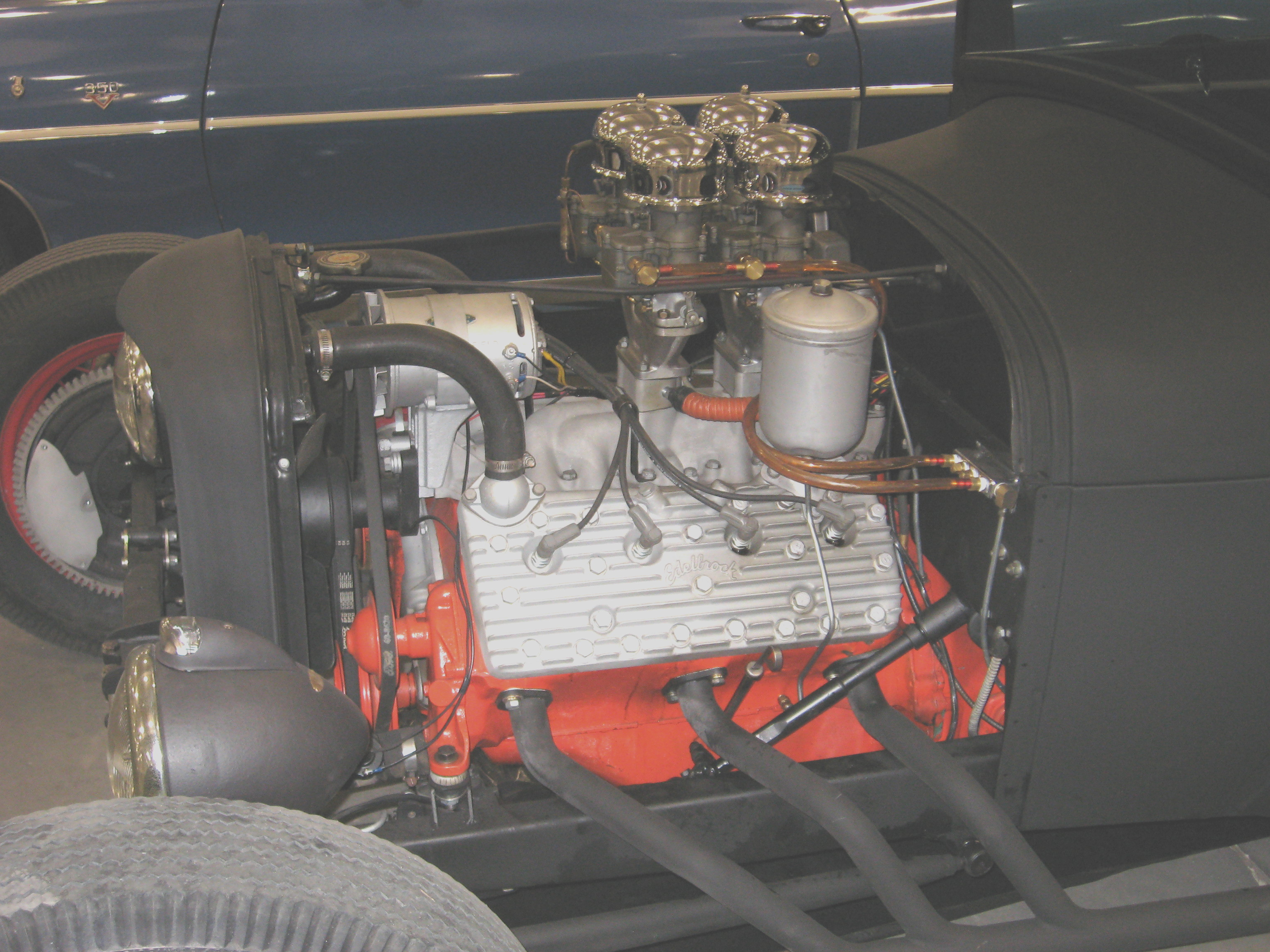
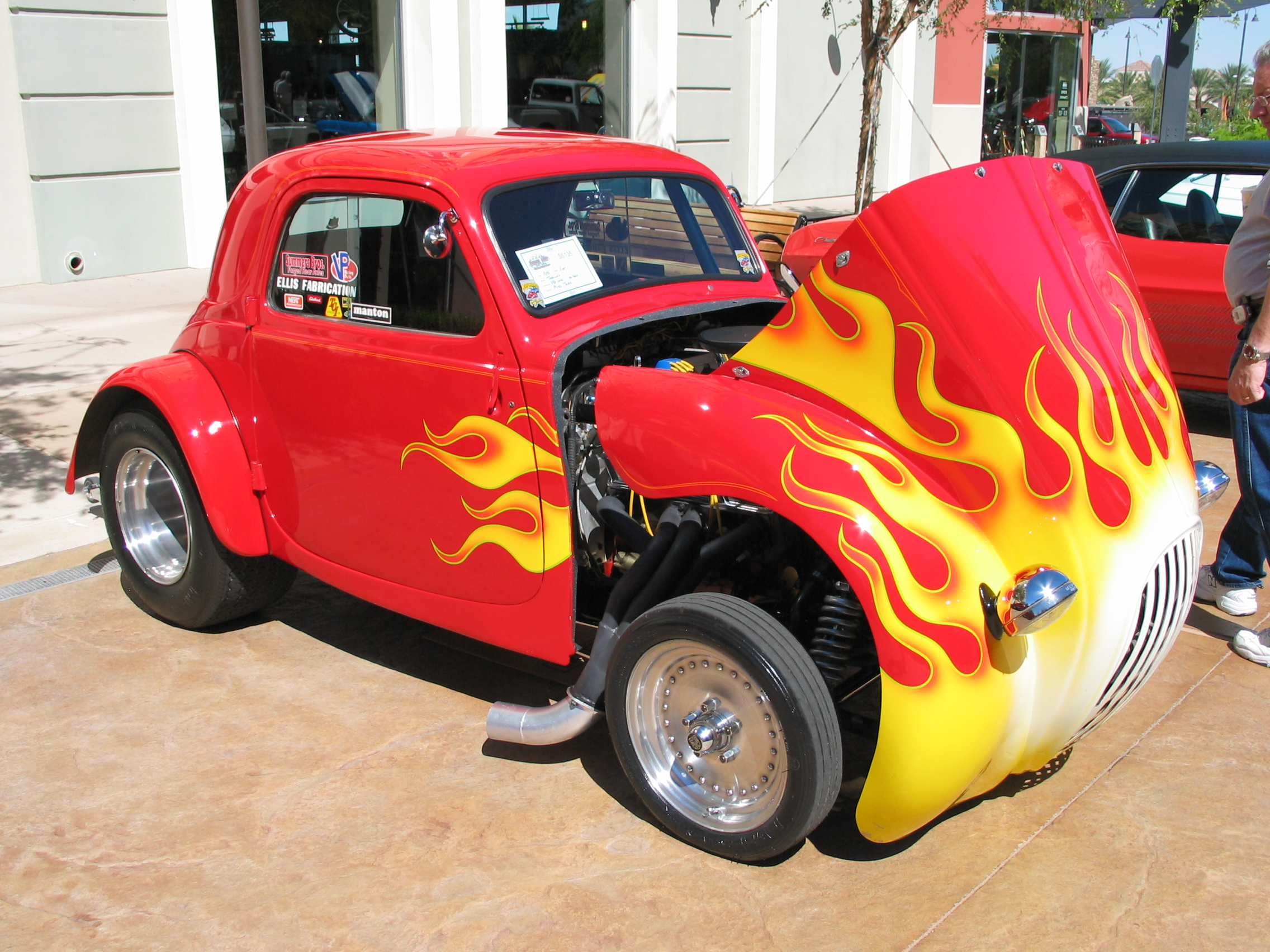
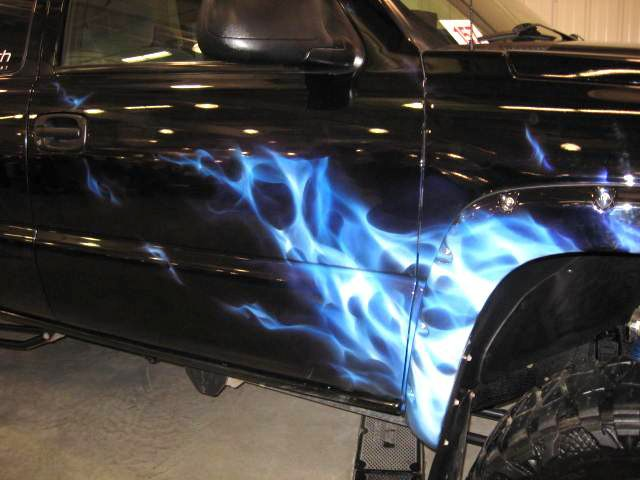
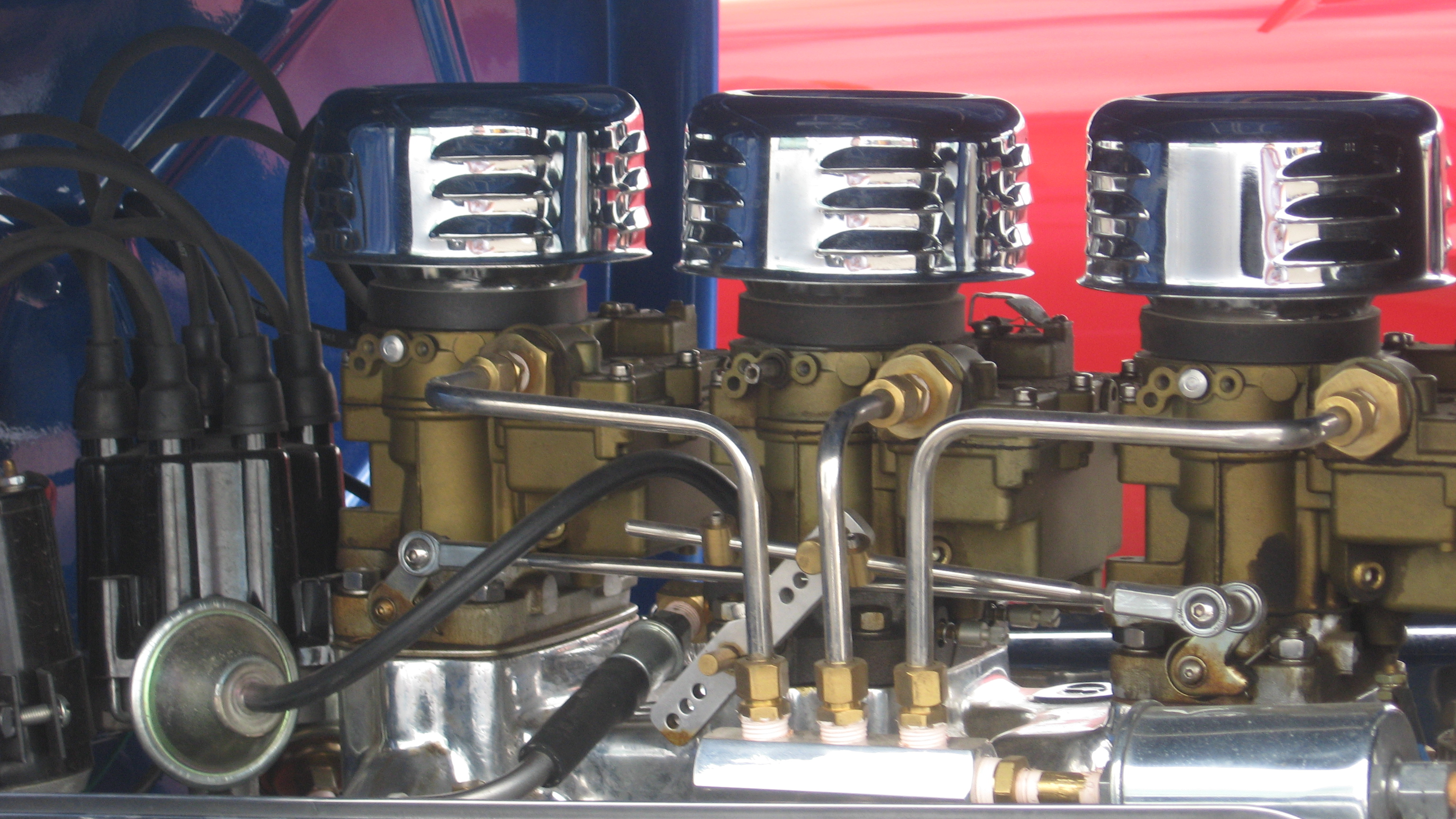
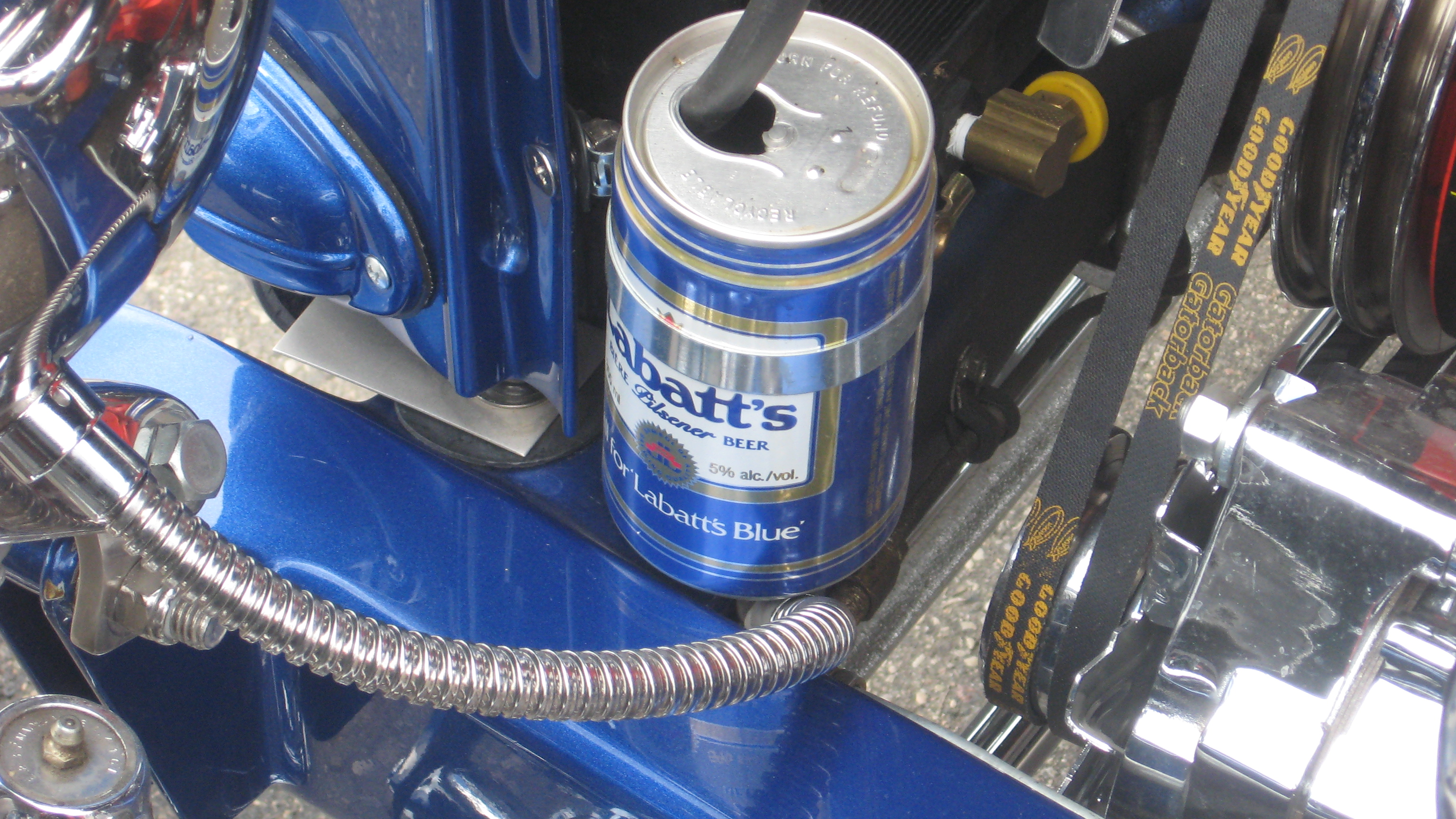
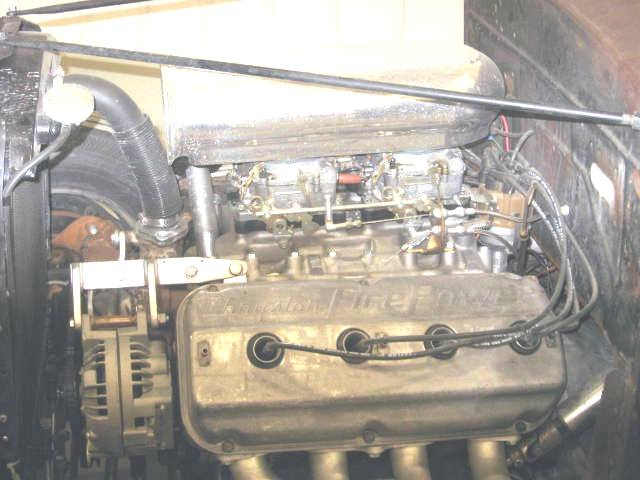
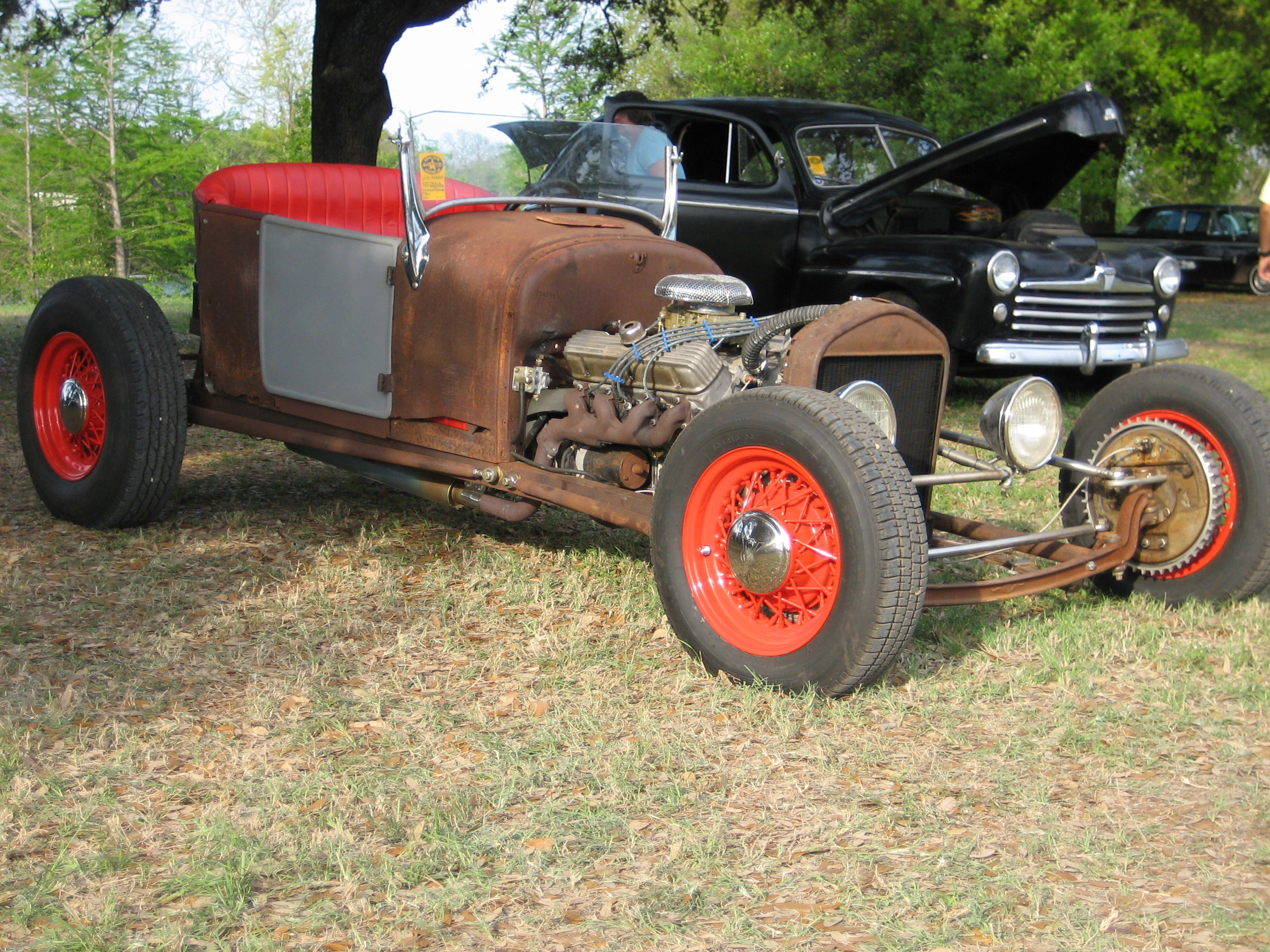
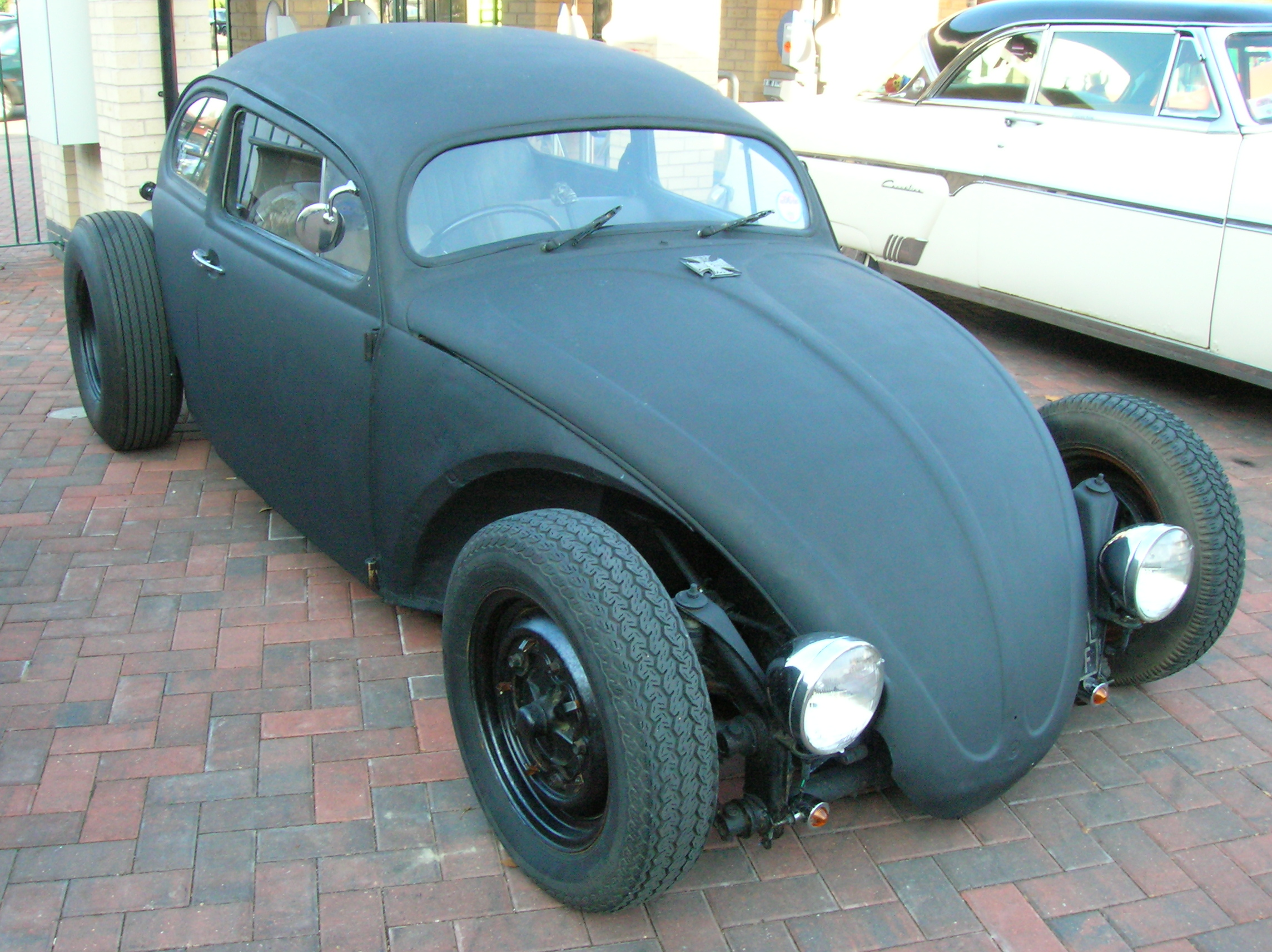
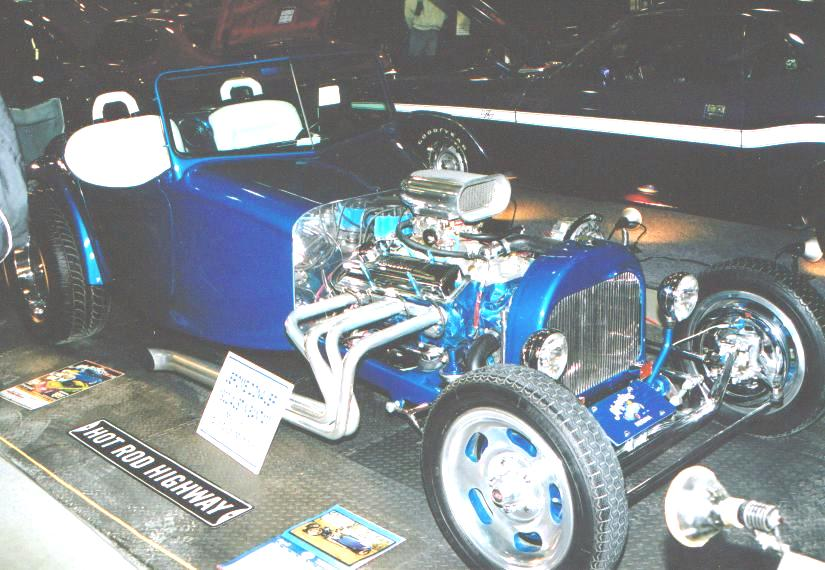
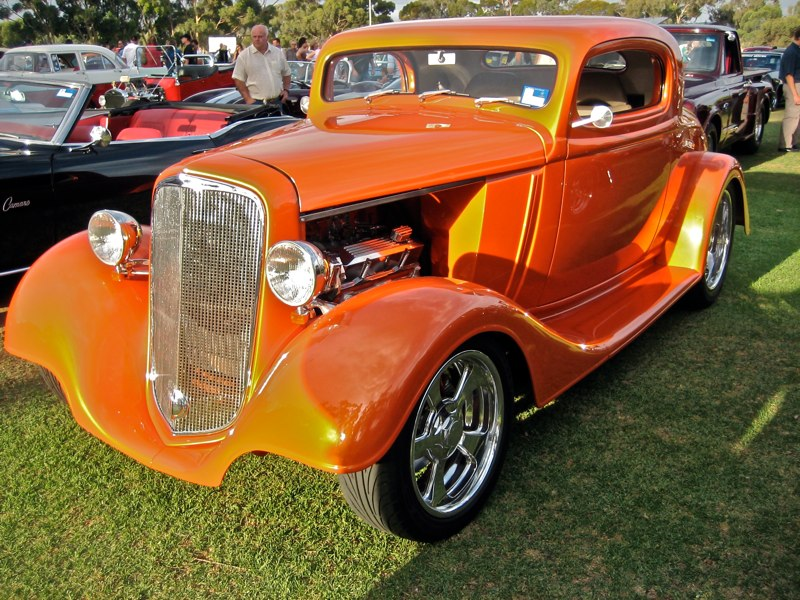
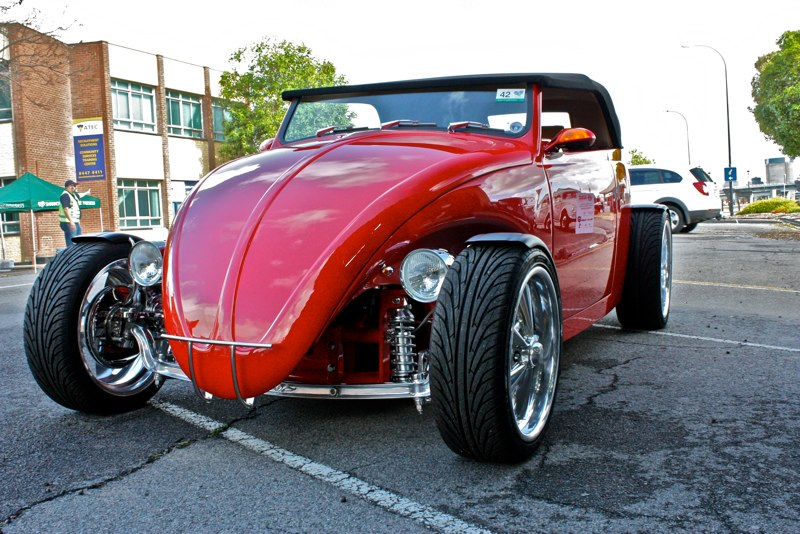
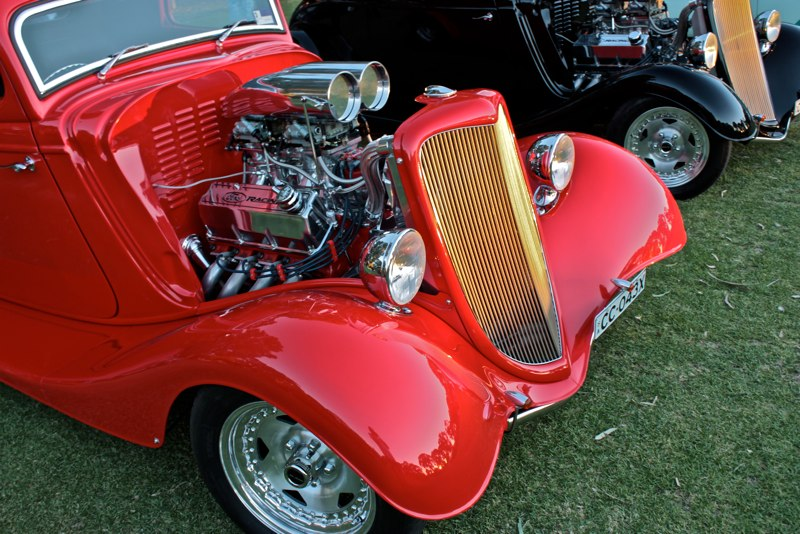
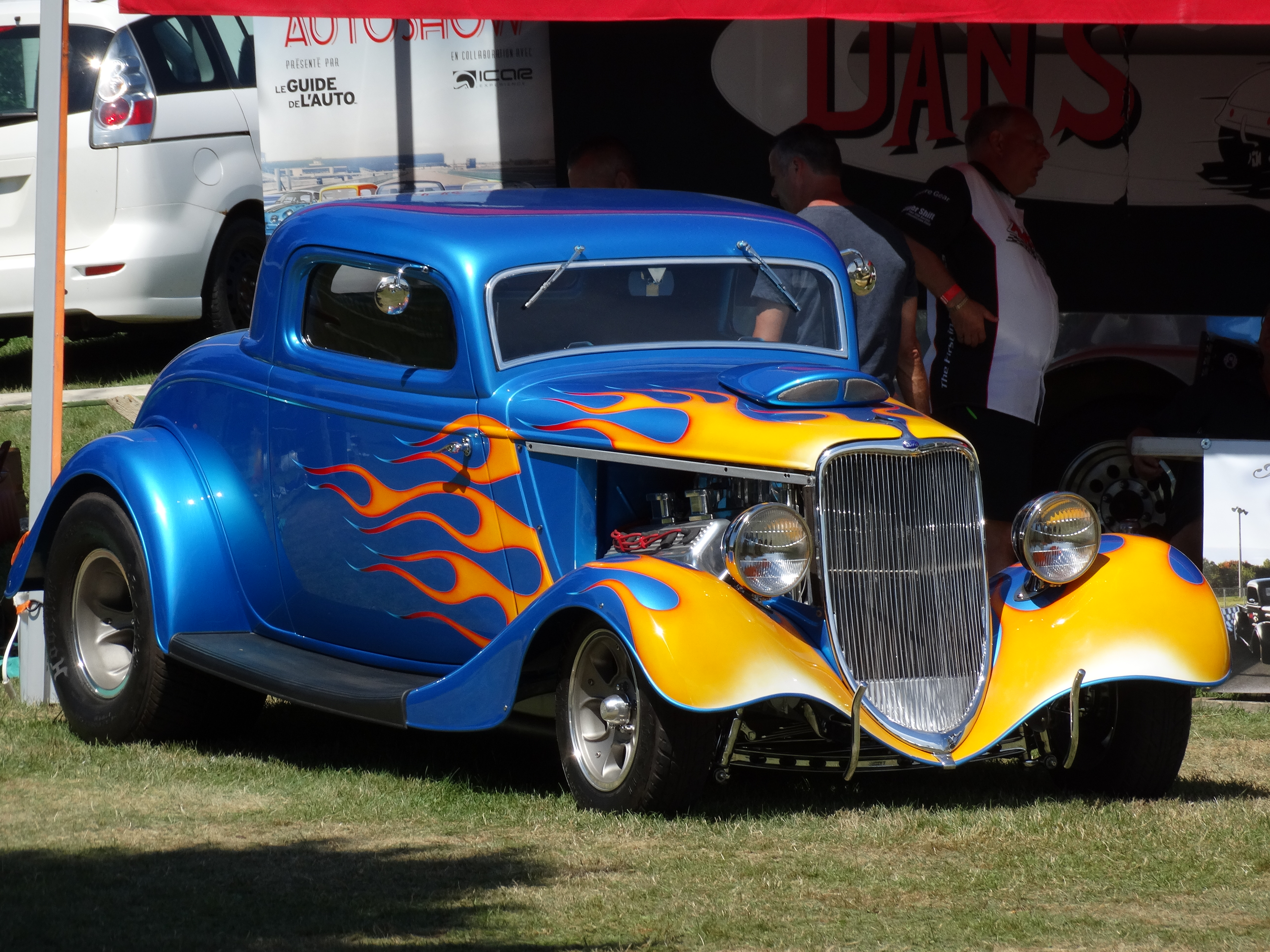
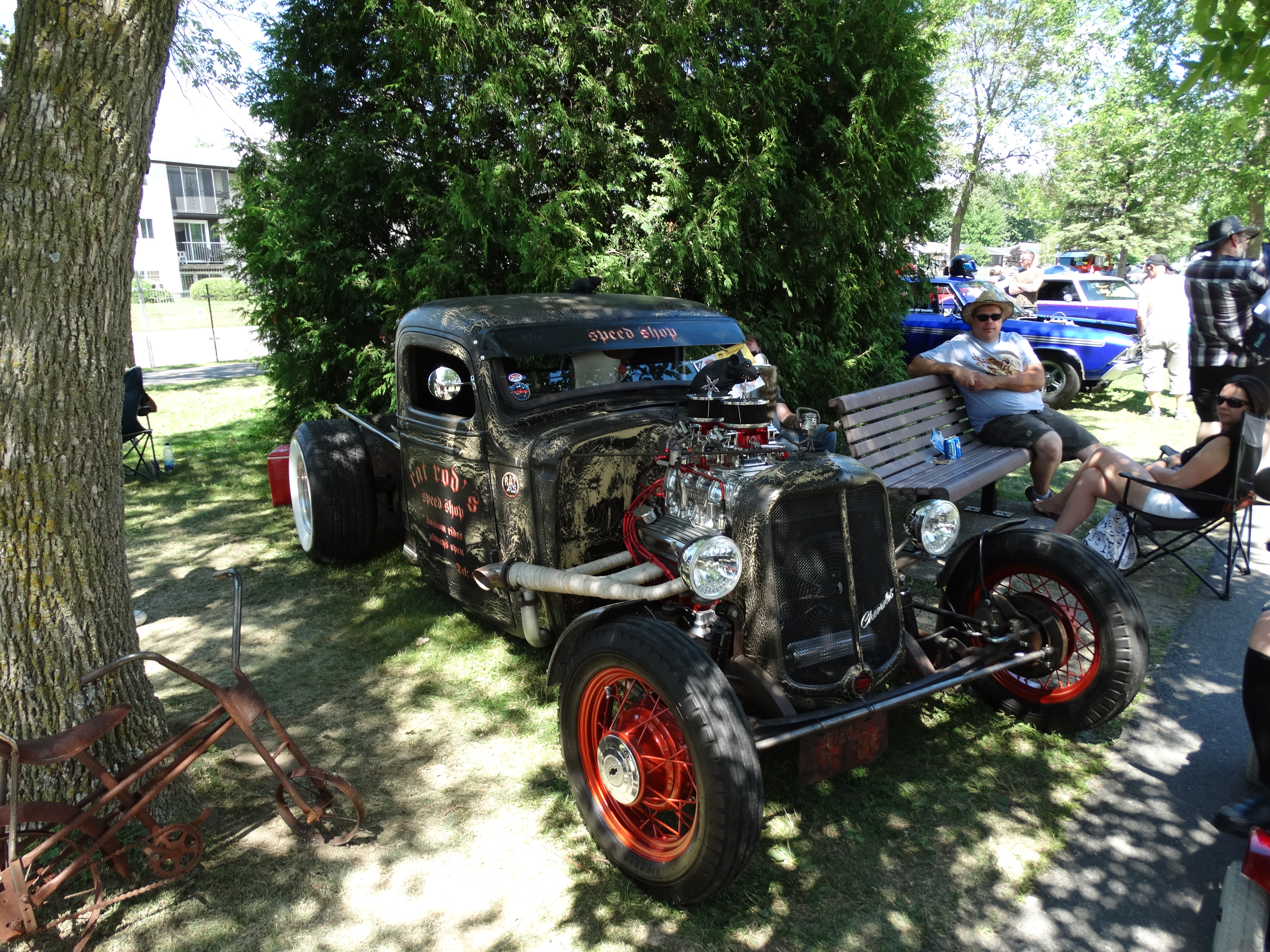

## 같이 보기
- 개조차
- 로우라이더
- 머슬카
- 플리머스 프라울러